# Suomi M-31
Suomi M-31 (også kaldet Suomi KP-31, Suomi-konepistooli 31 eller blot Suomi KP og til tider også med tilføjelsen "SMG" (Sub Machine Gun)) er en finsk maskinpistol, som blev brugt under Vinterkrigen, Anden verdenskrig, Laplandskrigen og Den arabisk-israelske krig 1948.
Den blev designet i 1921 i Finland af Aimo Lahti og Y. Koskinen og produceret i 1931-1953. Suomi KP-31 var anset for at være et effektivt og præcist håndvåben, men med høje produktionsomkostninger. 
Simo Häyhä, der siges at være verdens bedste finskytte, brugte dette våben til at dræbe mindst 200 sovjetiske soldater under Vinterkrigen (1939-1940).[kilde mangler]

## Eksterne links og kilder
- Modern firearms: Suomi
- jaegerplatoon.net

| Militær | Spire Denne artikel om militær er en spire som bør udbygges. Du er velkommen til at hjælpe Wikipedia ved at udvide den. |